# 七北田公園

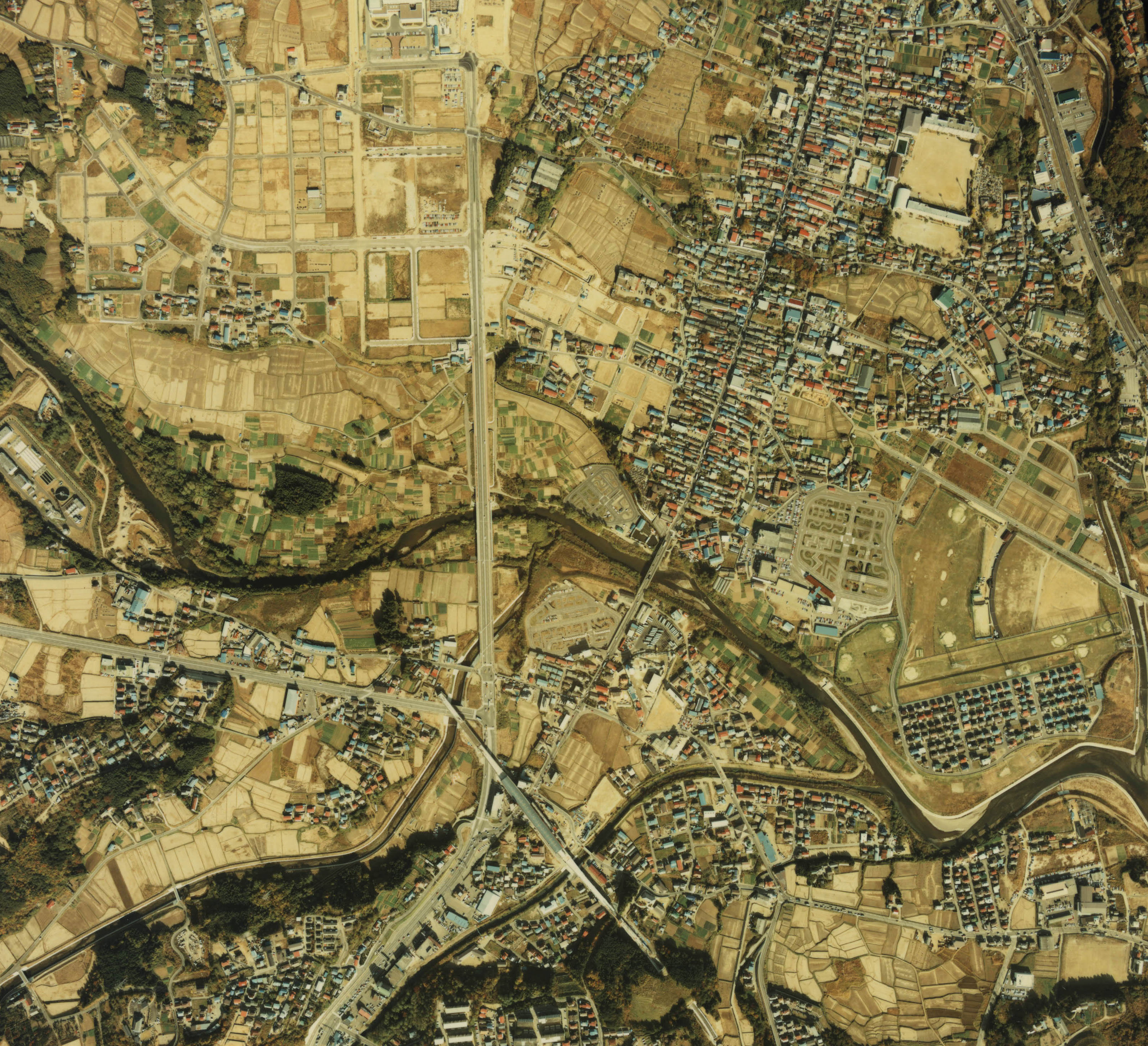
1984年度（昭和59年度）撮影の
【写真左上】後に泉中央となる地区の造成が1980年（昭和55年）より開始された。
【写真中央左】七北田川北岸のかむり大橋より西側、すなわち、後に当園となる河岸段丘面では農業が行われていた。

七北田公園（ななきたこうえん）は、宮城県仙台市泉区泉中央の南側、七北田川沿いにある都市公園である。仙台市が管理する。

## 概要
Jリーグのベガルタ仙台が本拠地としている仙台スタジアム（ユアテックスタジアム仙台）をはじめ、テニスコート、野球場などを有している。休日を中心に多くの人で賑わう憩いの場となっている。
七北田公園は、泉区を東流する七北田川の左岸（北側）の河岸段丘に、'89グリーンフェアせんだい（会期：1989年（平成元年）7月29日〜10月16日、入場者数：138万5742人）の跡地を再整備するかたちで設置された。七北田川との間には堤防が築かれ、かつて畑作が行われていた園内の最低地（最も新しい氾濫原である河川敷）には池や噴水が設置され、かつて稲作が行われていた1つ上の段丘面に芝生公園や仙台スタジアムのグラウンド面、さらに1つ上の段丘面に諸施設と公園入口および仙台スタジアムの入口があり、氾濫した場合に被害が最小となるような園内配置となっている。
2025年4月1日より、命名権導入に伴って「株式会社山一地所」が取得し「やまいちサステナパーク七北田公園」を愛称として使用されている。

## 施設
仙台市地下鉄南北線の高架より西側に所在。
- 都市緑化ホール（北緯38度19分10.2秒 東経140度52分47.3秒 / 北緯38.319500度 東経140.879806度）
- 七北田公園体育館（北緯38度19分12.7秒 東経140度52分43.3秒 / 北緯38.320194度 東経140.878694度）
- 芝生広場
- 噴水、池、四阿

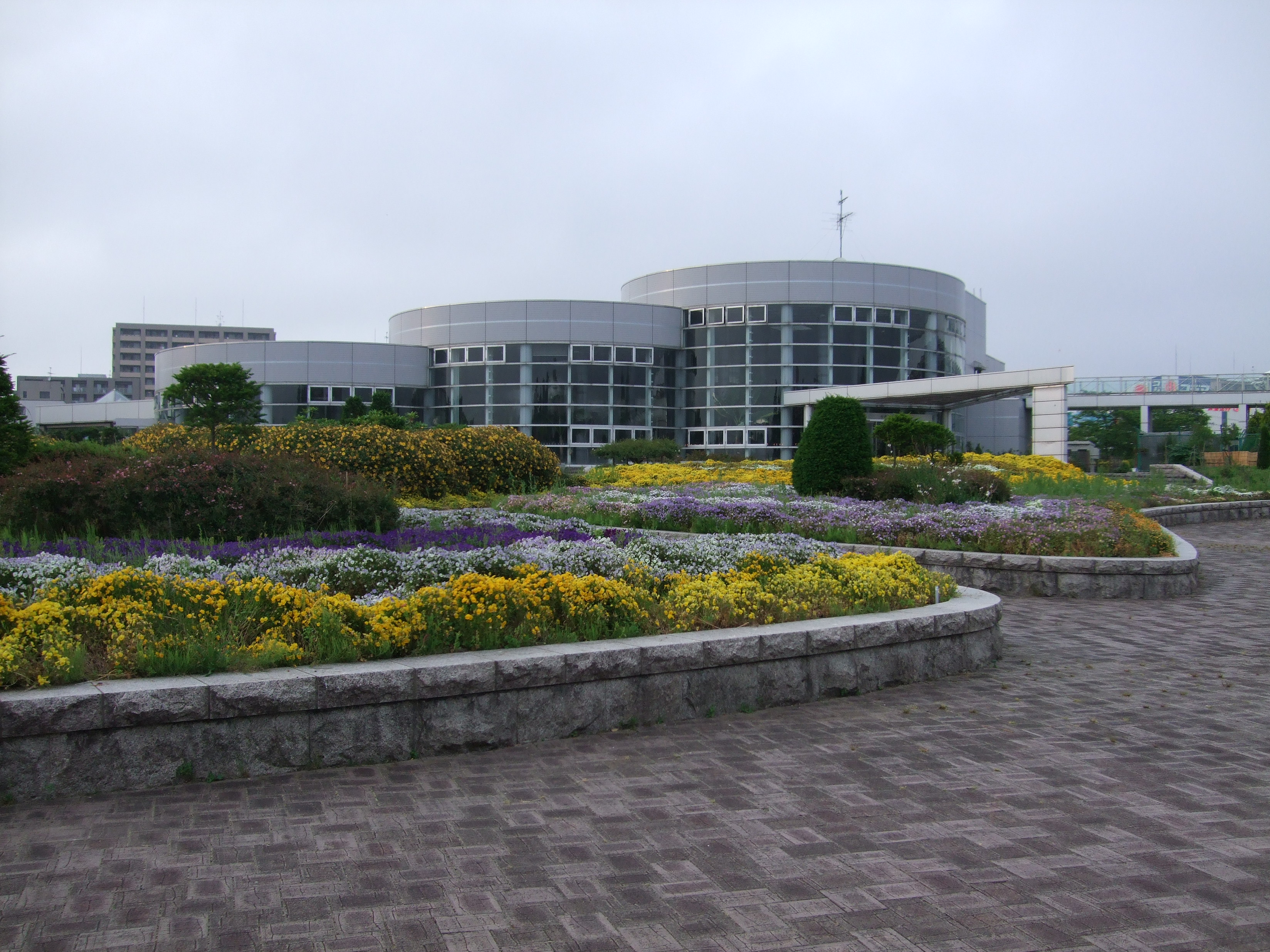
都市緑化ホール（2008年6月）

  - 震災復興・創生への祈念と羽生結弦選手のオリンピック2連覇をたたえ桜の木植樹[5]。
- 彫刻のある広場（彫刻「晴朗な日」：ベンチに座っているサキソフォンを吹く人、猫、および、女の子）
- わんぱく広場（木製遊具、複合遊具）
- キートス広場（木製遊具）
- 駐車場

高架と泉中央通りとの間に所在。
- ユアテックスタジアム仙台（北緯38度19分9秒 東経140度52分54.5秒 / 北緯38.31917度 東経140.881806度）
- 関係者用駐車場 - 泉中央通りより東側に所在。
- 野球場（北緯38度19分8.8秒 東経140度53分3.6秒 / 北緯38.319111度 東経140.884333度）
- テニスコート（北緯38度19分8.1秒 東経140度53分7.1秒 / 北緯38.318917度 東経140.885306度）
- 駐車場

## キートス広場

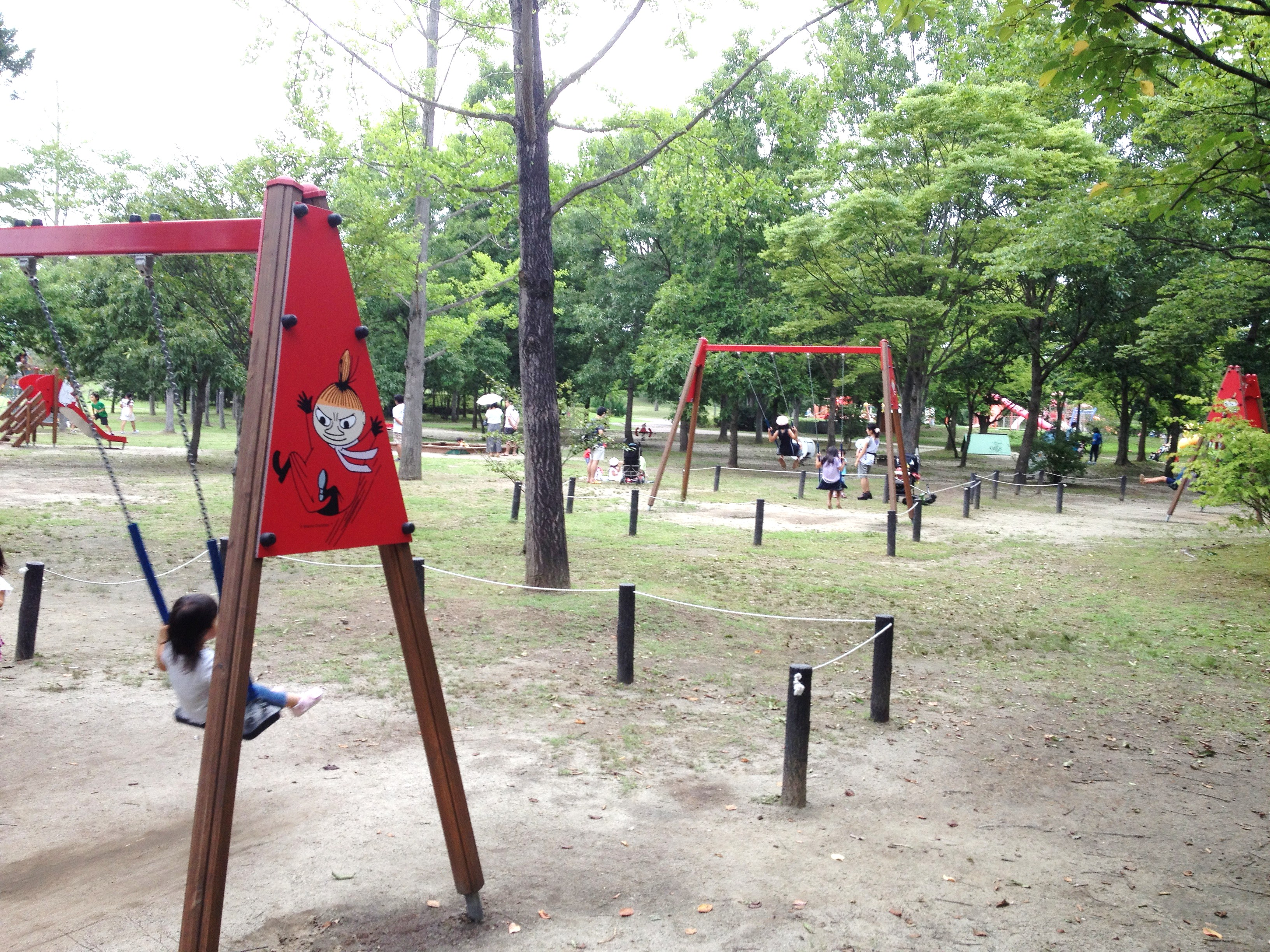
キートス広場（2014年8月）

キートス広場 (Kiitos Square) は、2013年（平成25年）7月12日に開設されたフィンランドのキャラクター・ムーミンの遊具が設置された広場。
2011年（平成23年）11月に、フィンランドからアレクサンデル・ストゥブ欧州・貿易大臣が来仙した際に、東日本大震災により被災した子どもたちへの支援から、遊具の寄贈を申し出。同国の遊具メーカー・プーハ社による協力のもと、遊具17点が贈られた。のちに仙台市は、遊具の設置先を七北田公園内に決定。フィンランドをイメージし、遊具は公園内の木立に配置されている。
広場の名称には、フィンランド語で「ありがとう」を意味する「キートス (Kiitos)」がつけられている。

## 主なイベント

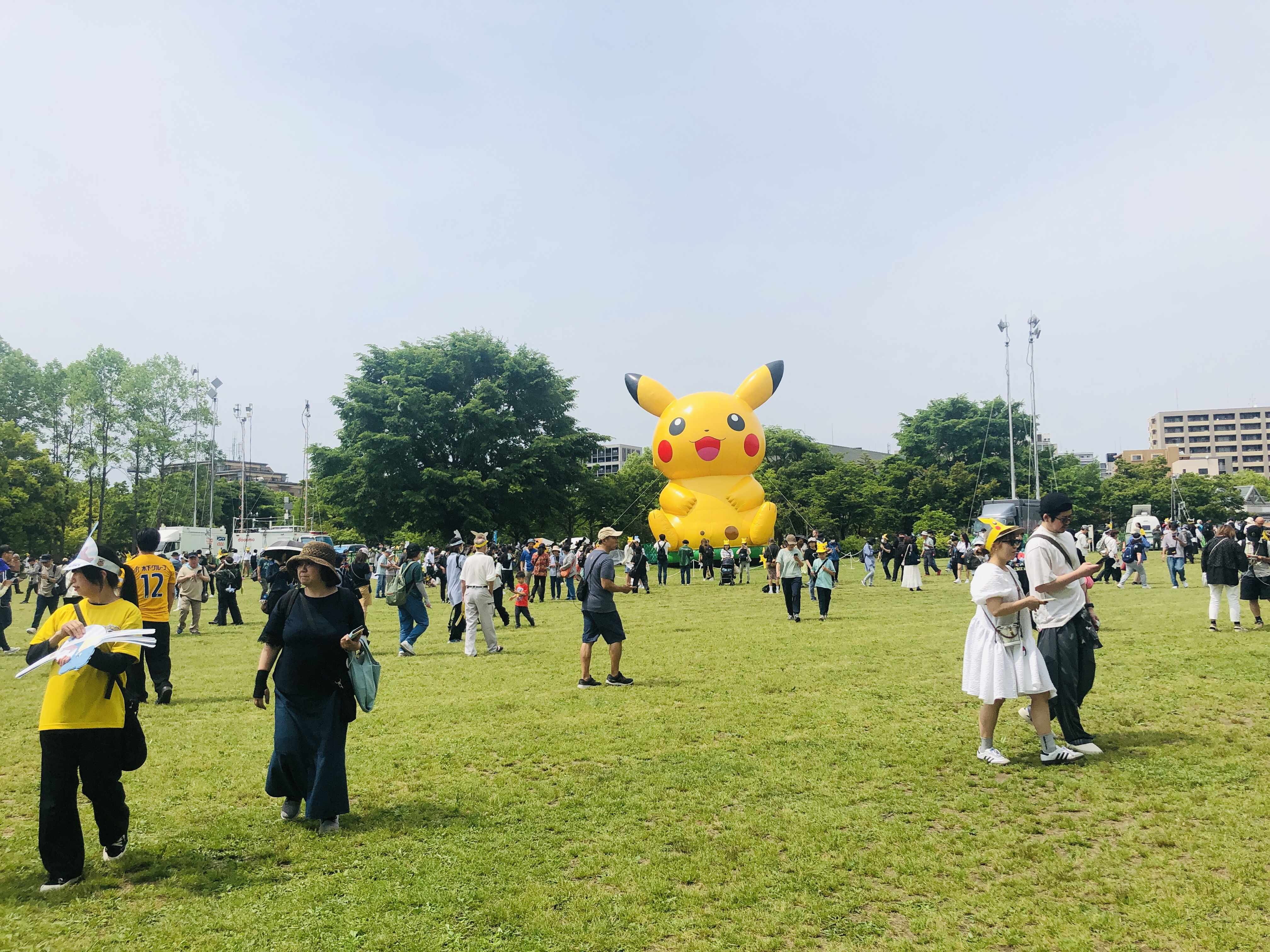
Pokémon GO Fest 2024
メイン会場となった七北田公園

- 泉区民ふるさとまつり - 毎年8月第4土曜日に開催。
- 全国高等学校クイズ選手権・南東北大会
- 「Pokémon GO Fest」 - 2024年開催

## アクセス
公園正面口
- 仙台市地下鉄南北線 泉中央駅下車、徒歩で約3分。
- 泉ヶ岳通り・泉中央駅前交差点から南方向に入って約200メートル。
- 有料駐車場：最初の3時間までは1時間ごとに100円、それ以降は1時間ごとに150円。

※ スタジアム・野球場などへのアクセスには別の入り口も利用可である。